# Allée couverte de Pir-Han
L'allée couverte de Pir-Han, appelée aussi allée couverte du Feuillay ou allée couverte des Pierres Cavalan, est une allée couverte située sur la commune de Sion-les-Mines dans le département de la Loire-Atlantique.

## Description
Jean-Baptiste Ogée en donne une description très succincte dans son Dictionnaire : « 5 énormes blocs siliceux disposés circulairement, avec un dolmen au centre ». Lors de sa visite sur place, Pitre de Lisle découvre un monument déjà ruiné composé de cinq pierres quartzeuses entourant une longue pierre en grès, avec une face plane, disposée sur chant. Cette pierre mesure 2,64 m de long sur 1,50 m de hauteur et 0,75 m d'épaisseur. Pitre de Lisle l'identifie comme l'orthostate méridional du dolmen. La dalle symétrique qui lui faisait face a été déplacée et redressée en menhir avec un autre mégalithe, le menhir de la Grée à Midi, dans l'angle nord-ouest d'un calvaire édifié en l'honneur de la Vierge, au bord de la D1 reliant Sion-les-Mines à Lusanger. 
Sur le site d'origine, sept blocs (dont un brisé en deux parties) sont encore visibles.